# فرانكي لي سيمز
فرانكي لي سيمز (بالإنجليزية: Frankie Lee Sims)‏ هو مغن مؤلف وملحن أمريكي، ولد في 30 أبريل 1917 في نيو أورلينز في الولايات المتحدة، وتوفي في 10 مايو 1970 في دالاس في الولايات المتحدة بسبب ذات الرئة.

## وصلات خارجية
- فرانكي لي سيمز على موقع ميوزك برينز (الإنجليزية)
- فرانكي لي سيمز على موقع أول ميوزيك (الإنجليزية)
- فرانكي لي سيمز على موقع ديسكوغز (الإنجليزية)